# فيفيان صليوا
فيفيان صليوا (1976) شاعرة عراقية. ولدت في بغداد في عائلة آشورية ونشأت في عنكاوا في بيت جدها. كان لعمها حركة سريّة معارضة للنظام البعثي، فتعرّضت عائلتها – بحسب تصريحها عدة مرّات – للتعذيب والاضطهاد والإعدام. تأثرت هذه الحادثة على حياتها الشخصية ومهنتها الأدبية. غادرت العراق إلى السويد في 1991 عبر حدود تركيا وهي في الخامسة عشرة من عمرها. أقامت فيها وحصلت على الجنسية السويدية وصدرت مجموعتها الشعرية الأولى أحزان الفصول فيها عام 1997، ثم أطيان في 2003. قد ترجم سنان أنطون بعض أشعارها إلى الإنجليزية. نشرت قصائدها في عدد من من الصحف والمجلات والمواقع العربية وغير العربية مثل إيلاف وجهة الشعر وعنكاوا ومجلّة السَّلام الدّوليّة. بالإضافة إلى كتابة الشعر بالعربية، تكتب باللغة السويدية وكتبت أيضًا بعض أغنيات بلغتها الأم الآشورية. تقيم في لندن وحصلت على الجنسية البريطانية في 2017.

## سيرتها

### سنواتها الأولى
ولدت فيفيان صليوا سنة 1976 في بغداد من عائلة عراقية‌ آشورية ونشأت في عنكاوا في بيت جدها، بشمال العراق من محافظة أربيل. كانت لعمها حركة سرّية معارضة للحكم البعثي ووالدها«كان مطلوباً من قبل سلطات صدام منذ أن فتحتُ عيني على الدنيا. وكان مضطراً للفرار من العراق مع أمي حفاظاً على حياتهما. لكني رفضت حينها أن أفر معهم وأخفيت نفسي... إلى أن بلغ أبي حداً لم يتمكن معه من الإنتظار أكثر فغادر ومعه أمي، فبقيت في رعاية جدي وجدتي وكنت أعتبرهما أبي وأمي. ولم التقي بأبي وأمي الفعليين إلا بعد انقضاء سنين طويلة وفراري من العراق إلى تركيا سيرأ على الأقدام أياماً عديدة...وعلمتُ بعد حين أن نظام صدام أعدم جدي وجدتي وعماتي الأربع وعمي وزوجته وطفلته التي لم يتجاوز عمرها بضعة أشهر. وقد حفرت هذه المصيبة نفسها في أعماق روحي...وكنت أبكيهم في كل يوم دموعاً استحالت فيما بعد إلى كلمات أصطفت ورسمت عندي أول خطوط الشعر.»

### بداياتها في الشعر:أحزان الفصولوأطيان
ظهرَت ميولها في كتابة الشعر منذ أن كانت في الخامسة عشرة من عمرها (1991)، وتمكَّنَت أن تحقِّقَ حضوراً بارزًا في شعر عراقي خلال فترة قصيرة. قرأت دواوين لعدد من الشعراء العراقيين والعرب، منهم بدر شاكر السياب، وسركون بولص، ولميعة عباس عمارة، ومحمود درويش، والأب يوسف سعيد، وعدنان الصائغ، عبد الكريم كاصد، وكاظم السماوي.

صدرت ديوانها الأوّل أحزان الفصول في السويد عام 1997 بمقدمة إبراهيم أحمد، وحسب رأي صبري يوسف في موقع إيلاف، «وقد هيمن على أجواء هذا الديوان، أطياف من كل أنواع الحزن، واستطاعت أن تترجم أحزانها عبر مقاطع شعرية مكثفة، تعبّر عن أوجاعها الجاثمة فوق تلال الذاكرة بأسلوب جديد، وإن الإعدام الذي تمَّ تحت التعذيب لكلّ من جدّها وجدّتها وعمّاتها الأربع وعمّها وزوجته وأطفاله من قبل فرقة الإعدام الصدامية في العراق الوطن الأم، وبعدها توارت فيفيان من بين أيدي الجلادين، وهي طفلة يانعة، وبقي هذا الموت التراجيدي ملتصقاً في ذاكرتها، وربمّا يبقى إلى الأبد».

صدرت ديوانها الثاني أطيان في 2003 في دمشق، تناولت فيه الشاعرة قضايا إنسانيّة عديدة إضافة إلى قضايا وطنها العراق. أستطاعت أن تجذب الانتباه نقاد أدب عراقيون إليه منهم حاتم الصكر، أكّد على «فرادة تجربتها الإبداعيّة، وتميّزها في المشهد الشعري التسعيني». كما أشاد آخرون وتناولوا نصوصها بالدرس والتحليل منهم عبد الكريم الكاصد وغالب الشاهبندر وعبد القادر الجنابي والأب يوسف سعيد وبهنام عطاءالله.

قال عدنان حسين أحمد عن شاعريتها في ديوانها الثاني، «جاء جلُّ قصائدها مموهاً بطابع الحزن العميق الذي ينفذ إلي أعماق النفس البشرية، وبالذات في ديوانها الأول أحزان الفصول... أما ديوانها الثاني أطيان فقد تخلص من غلواء سمته التراجيدية لينفتح علي آفاق فنية تجاوزت حدود الذات إلي الموضوع. تقنياً يمكن الإشارة إلي أن فيفيان تكتب نصوصاً شعرية شديدة التركيز، بل أنها مختزلة إلي أقصي حدود الاختزال، لذلك فإن العديد من قصائدها القصيرة الخاطفة تقترب من مناخ الحكمة أو القول المأثور...أن فيفيان تتسيّد في هذا النمط من الكتابة علي قريناتها من الشواعر العراقيات، وأعتقد أنها سوف تحفر اسمها جيداً في ذاكرة المشهد العراقي المعاصر إن هي استمرت بهذا الزخم القوي في القراءة، والتأمل، وإطلاق المخيلة إلي أقصاها.» 

## حياتها الشخصية
حصلت على الجنسية السويدية في 1991 والبريطانية في 2017. تقيم في لندن. لفقدانه عدداً كبيراً من أفراد عائلتها أصبح للحزن في حياتها «جزءاً من جسدي أو تكويني الشخصي، ولا مفر منه إلا مؤقتاً» فابعدت عن النشر وتعيش عازلة.
وفي السويد، كان الشاعر كاظم السماوي من أقرب الأصدقاء لها وساعدها كثيراً في إصدار مجموعتها الأولى. عملت لفترة قصيرة في تلفزيون المعارضة العراقية بلندن حوالي عام 2001 لكن لم يستمر تلفزيون طويلاً وتوقّف بسبب وقف الدّعم المادّي.

## جوائزها
- 9 سبتمبر 2005: ميدالية العنقاء الذهبية للشعر، خلال مهرجان العنقاء الذهبية الدولي الرحال للثقافة والفنون والإعلام، لندن.[20][21]

## مؤلفاتها
```
نشرت بعض قصائدها باللغة السويدية ضمن انطولوجيا التي صدرت في عام 1998 خصصت لعدد من الشعراء السويديين وقد ترجم 
سنان أنطون
 بعض أشعارها من ديوانها 
أطيان
 إلى الإنجليزية. من دواوينها الشعرية مطبوعة:
```

- «أحزان الفصول»، دار المنفى، السويد، 1997
- «أطيان»، سندباد للطباعة والفنون، دمشق، 2003
- «آثار جانبية»، لندن للطباعة والنشر، لندن، 2022 [22]